# Dene O'Kane
Dene O'Kane, né le 24 février 1963 à Christchurch (île du Sud) et mort le 14 mai 2024 à Auckland (île du Nord), est un joueur néo-zélandais de snooker, professionnel de 1984 à 2001.

## Carrière
Dès sa première saison sur le circuit professionnel, la saison 1984-1985, Bene O'Kane est quart de finaliste à l'Open de Grande-Bretagne et se qualifie pour le championnat du monde. Le Néo-zélandais réitère en 1987 et se propulse cette fois jusqu'en quart de finale, après une victoire sur le no 3 mondial Cliff Thorburn. Il est ensuite éliminé par Jimmy White. 
En 1989, Dene O'Kane crée la surprise lorsqu'il parvient jusqu'en finale à l'Open d'Hong Kong, son unique finale d'un tournoi de classement. Il y affronte Mike Hallett, qui remporte alors le seul titre de sa carrière, malgré une finale disputée (score final : 9-8). O'Kane capitalise sur ce résultat pour obtenir en 1991 le meilleur classement de sa carrière, 18e, classement qu'il conserve lors de la suivante, grâce à un nouveau quart de final au championnat du monde, lors duquel il échoue contre Stephen Hendry. 
Après une demi-finale au classique de Thaïlande 1995, et une ultime apparition au championnat du monde l'année suivante, où il est balayé par Peter Ebdon (10-1), les résultats d'O'Kane se dégradent fortement. Ayant chuté à la 96e place mondiale à la fin de la saison 2000-2001, il est relégué dans les rangs amateur. Après une tentative de retour en 2006, le Néo-Zélandais jette définitivement l'éponge et prend sa retraite sportive. 
Dene O'Kane meurt à l'hôpital des suites d'une chute survenue à son domicile le 14 mai 2024. 

## Palmarès
| Légende | Catégorie                      | Titres                         | Finales                        |
|         | Tournois classés               | 0                              | 1                              |
|         | Tournois non classés           | 0                              | 0                              |
|         | Tournois par équipes           | 0                              | 1                              |
|         | Tournois seniors               | 3                              | 1                              |
|         | Tournois amateurs              | 4                              | 0                              |
| Gras    | Tournois de la triple couronne | Tournois de la triple couronne | Tournois de la triple couronne |

### Victoires
| Saison | Nom du tournoi                          | Lieu      | Finaliste        | Score | Tableau |
| 1980   | Championnat de Nouvelle-Zélande amateur |           | Peter Mischefski | 4-1   |         |
| 2004   | Championnat du monde amateur seniors    | Veldhoven | Eugene Hughes    | 5-2   |         |
| 2005   | Championnat du monde amateur seniors    | Manama    | Joe Delaney      | 5-4   |         |
| 2005   | Championnat d'Océanie amateur           | Albury    | Glen Wilkinson   |       |         |
| 2006   | Championnat d'Océanie amateur (2)       | Auckland  | Aaron Mahoney    | 6-5   | [ 4 ]   |
| 2007   | Championnat d'Océanie amateur (3)       | Brisbane  | Daniell Haenga   | 6-5   | [ 5 ]   |
| 2008   | Championnat du monde amateur seniors    | Wels      | Geet Sethi       | 5-1   |         |

### Finales
| Saison    | Nom du tournoi                       | Lieu        | Finaliste     | Score | Tableau |
| 1989-1990 | Open de Hong Kong                    | Hong Kong   | Mike Hallett  | 8-9   | Tableau |
| 1988-1989 | Coupe du monde                       | Bournemouth | Angleterre    | 8-9   |         |
| 2009      | Championnat du monde amateur seniors | Hyderabad   | Darren Morgan | 0-6   |         |